# 大場恵美子
大場 恵美子（おおば えみこ）は、日本の元卓球選手。現役時代は日本代表として活躍した。世界卓球選手権金メダリスト。

## 経歴
山形県河北町出身。山形県立谷地高等学校卒業。
中京大学在学時の1969年度、全日本学生卓球選手権大会では小和田敏子と出場した女子ダブルスで優勝。全日本大学対抗卓球大会では中京大を優勝に導き、敢闘賞に選出された。
谷地高職員時の1970年度、名古屋市で行われたアジア卓球選手権シングルスで銅メダル。伊藤繁雄と出場した混合ダブルス準決勝で長谷川信彦 / 小和田組に敗れ銅メダル。
1971年度、名古屋市で行われた第31回世界卓球選手権シングルスで16強。伊藤和子と出場した女子ダブルスで林慧卿 / 鄭敏之組 (中国)に0-3で敗れ16強。田中と出場した混合ダブルスで16強。団体で大関行江、小和田、今野安子とともに金メダル。

## 表彰
- 朝日スポーツ賞　1971年[7]

## 逸話
大場、小和田の出身地である山形県河北町はスリッパの生産高が日本一であり、「スリッパ卓球」の世界大会が開催された。